# Celeborn
Celeborn (quenijsky Teleporno, [ˈkeleborn]IPA) je fiktivní postava ze světa J. R. R. Tolkiena. Objevuje se v jeho trilogii Pán prstenů, v Silmarillionu a v Nedokončených příbězích. Je znám především jako manžel paní Galadriel a vládce Lothlórienu.

## Život
Celeborn pocházel z elfího rodu Sindar a byl příbuzným Doriathského krále Thingola. Na Thingolově dvoře se seznámil s Noldorskou paní Galadriel, kterou si později vzal za ženu. Po zkáze Beleriandu na konci prvního věku neodplul na západ, ale zůstal i se svou manželkou ve Středozemi. Na počátku druhého věku pobývali Celeborn s Galadriel u jezera Nenuial a fakticky vládli Eriadoru. Tehdy se jim narodil syn Amroth. Kolem roku 700 D. v. se se svým lidem přesunuli dále na východ a nedaleko západní brány Khazad-dûm založili poslední království Noldor Eregion. Eregionští kováři vedení Celebornem však byli oklamáni Sauronem, který Celeborna navedl ke svržení vlády. Galadriel odešla skrz Mlžné hory na východ do lesa Lóriland, Celeborn, který odmítl vkročit do trpasličího města, zůstal ještě nějaký čas na západní straně hor. Později se přidal ke své manželce a společně vládli lesním elfům v lese Lothlórienu. Narodila se jim dcera Celebrían, která si později vzala pána Imladris Elronda. Do Celebornova lesa přišlo Společenstvo Prstenu, které se v Lothlórienu snažilo zotavit ze šrámů utrpěných při průchodu Morie a z žalu nad ztrátou čaroděje Gandalfa. Ve Válce o Prsten byl Lothlórien napaden Sauronovými služebníky z Dol Gulduru a Celeborn vedl lórienské elfy do boje. S pádem Temného pána přijde konečné vítězství a Galadriel svou mocí zboří Sauronovu pevnost Dol Guldur. Celeborn společně s Thranduilem si Temný hvozd, který přejmenují na Les zelených listů, rozdělují mezi sebe. Poté, co Galadriel odpluje ze Středozemě, se Celeborn přidal ke svým vnukům Elladanovi a Elrohirovi v Roklince.

## Adaptace
Ve filmové trilogii natočené Peter Jacksonem, si roli Celeborna zahrál herec Marton Csokas. Na rozdíl od Tolkienovy knihy, Celeborn na konci filmu odplouvá spolu s Galadriel, Frodem, Bilbem, Gandalfem a Elrondem přes moře na západ.